# Detlef Müller (Politiker, 1955)

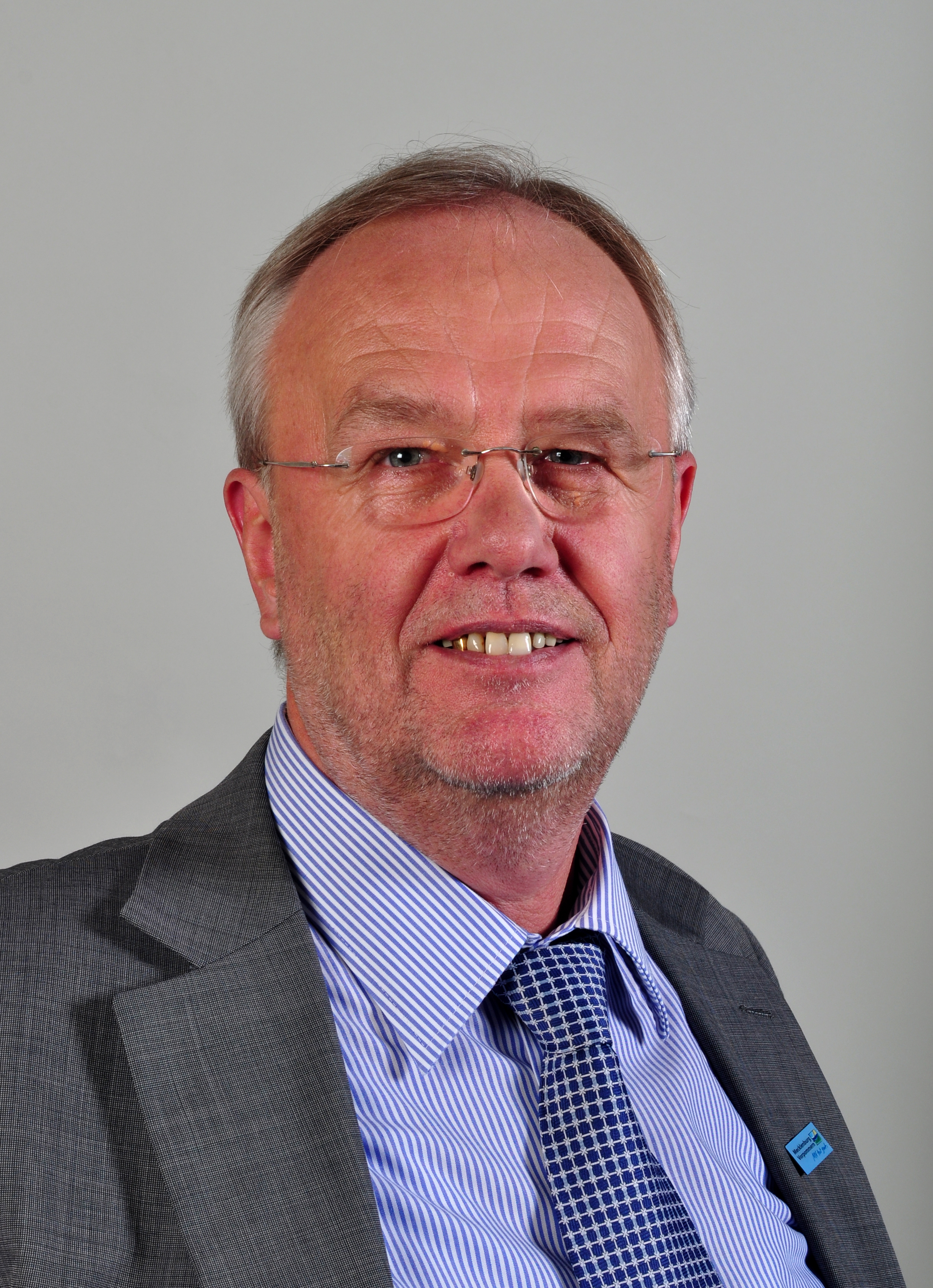
Detlef Müller, 2013

Detlef Müller (* 6. August 1955 in Stendal) ist ein deutscher Politiker (SPD) und war Mitglied des Landtages in Mecklenburg-Vorpommern.

## Leben und Beruf
Detlef Müller absolvierte nach dem Besuch der Polytechnischen Oberschule in Börgitz eine Ausbildung zum Kfz-Mechaniker. Es folgte von 1982 bis 1987 ein Studium an der Fachschule für Staatswissenschaften in Weimar. Ab 1992 war er in der Amtsverwaltung Ludwigslust-Land und ab 1994 als Versicherungsfachmann tätig. Müller ist verheiratet und hat drei Kinder.

## Politik
Müller saß von 1982 bis 1988 im  Stadtrat von Grabow und war von 1988 bis 1999 Bürgermeister in Groß Laasch. Er trat 1995 in die SPD ein und war Mitglied der SPD-Kreistagsfraktion Ludwigslust. Von 1996 bis 2007 übernahm er den stellvertretenden Kreisvorsitz der SPD Ludwigslust/Hagenow.
Von 1998 bis 2016 war er Mitglied des Landtages von Mecklenburg-Vorpommern. Dort war er Sprecher der SPD-Fraktion für Europapolitik und Tourismus sowie Vorsitzender des Europa- und Rechtsausschusses. Zur Wahl im September 2016 trat er nicht mehr an.